# Fearsome Creatures of the Lumberwoods
Fearsome Creatures of the Lumberwoods, with a Few Desert and Mountain Beasts (Creature che mettono paura, del bosco, con alcune bestie del deserto e delle montagne) è un libro di William T. Cox del 1910. Non ne esistono traduzioni italiane. Il libro è una guida alle "creature paurose dei boschi da legname, con alcune bestie del deserto e delle montagne", ovvero dei fearsome critters del folklore nordamericano sviluppatosi attorno alle foreste da cui, nel XIX secolo, i boscaioli attingevano la materia prima per l'industria del legname statunitense e canadese. Queste leggende si svilupparono forse come riflesso delle difficoltà che i boscaioli incontravano nelle foreste ancora selvagge nordamericane, o come spiegazione di strani fenomeni osservati in quell'ambiente, o semplicemente come storie da raccontare per diletto o per prendere in giro i cittadini increduli. In ogni caso, molti degli animali fantastici descritti da Cox sono ancora oggi presenti nella tradizione popolare. Fra le creature descritte da Cox si possono citare lo Splinter Cat, lo Squonk, il Billdad e il Whirling Whimpus.

## Storia del libro
Fearsome Creatures fu il prodotto di uno sforzo comune di Cox, primo direttore dei Servizi Forestali del Minnesota, e di altri due dipendenti di tale organizzazione, l'illustratore Coert Du Bois e l'esperto di dendrologia George B. Sudworth. Quest'ultimo fu incaricato di definire il nome scientifico, latino, di ognuna delle creature descritte nel libro. La prima edizione fu pubblicata nel 1910 (o 1911) da Judd & Detweiler.
Il libro divenne rapidamente una rarità (pur rimanendo abbastanza noto da diventare una rarità ricercata) finché fu ripubblicato nel 1984 da Bishop. Il testo pubblicato da Bishop era tuttavia una versione ridotta; per lungo tempo si ritenne che la versione originale del libro fosse andata persa. In seguito, una copia autografata dallo stesso Cox fu ritrovata presso Alibis Books, e l'intero testo è oggi disponibile presso diversi siti web.
Fearsome Creatures è una delle fonti usate da Jorge Luis Borges per il suo Manuale di zoologia fantastica.

## Fearsome Critters del libro originale
- The Hugag (Rythmopes inarticulatus): Un grande mammifero erbivoro con lunghe zampe senza giunture che gli impediscono di sdraiarsi.
- The Gumberoo (Megalogaster repercussus): Un orso quasi glabro della costa del Pacifico. La sua pelle è gommosa e qualunque cosa gli si lanci contro rimbalza, anche i proiettili. Quando esplodono incendi boschivi emana un odore come di gomma bruciata.
- The Roperite (Rhynchoropus flagelliformis): Un uccello non in grado di volare, ma che ha un becco simile ad un lazo con cui cattura le piccole prede.
- The Snoligoster (Dorsohastatus caudirotula): Un enorme mostro simile ad un coccodrillo delle paludi di cipressi del Sud. Non ha arti, quindi si sposta per mezzo di un'elica all'estremità della coda. Ha un enorme osso sporgente sulla schiena ed è carnivoro.
- The Leprocaun (Simiidiabolus hibernicus horribillis): La versione nordamericana del leprecauno, terrorizza i boscaioli nei grandi laghi.
- The Funeral Mountein Terrashot (Funericorpus displosissimum): Un animale a forma di bara che, dopo aver vagato giù dalle montagne, esplode a contatto con le sabbie brucianti del deserto.
- The Slide-Rock Bolter (Macrostoma saxiperrumptus): Un leviatano senza appendici tranne per due ganci simili ad artigli, con cui si aggrappa in cima alle piste del Colorado in attesa di una preda in basso. Quando l'avvista si sgancia, lanciandosi giù per il pendio con la mascella spalancata.
- The Tote-Road Shagamaw (Bipedester delusissimus): A nord-est, una creatura bipede con gli zoccoli provoca confusione lasciando tracce animali diverse mentre cammina. Possono essere d'alce, d'orso e via dicendo.
- The Wapaloosie (Geometrigradus cilioretractus): Un animaletto fastidioso del nord-ovest molto bravo a scalare vette. Tale abilità si trasmette anche quando viene conciato in un paio di guanti.
- The Cactus Cat (Cactifelinus inebrius): Un felino sud-occidentale con una pelliccia simile a spine e la coda come rami. Ghiotto di succo di cactus fermentato. Se ne intossica e urla per tutta la notte.
- The Hodag (Nasobatilus hystrivoratus): Un grosso abitante diffuso dal Wisconsin al Minnesota. Possiede una crescita ossea a forma di vanga alla fine del suo naso. Con questa scava sotto gli alberi per nutrirsi della sua preda preferita, l'istrice.
- The Squonk (Lacrimacorpus dissolvens): Una creatura delle foreste di Pennsylvania che si vergogna della sua bruttezza e piange continuamente. Sembra che sia in grado di dissolversi in lacrime.
- The Whirling Whimpus (Turbinoccissus nebuloides): Un demone dei Monti Cumberland che gira su se stesso così rapidamente da rendersi invisibile e udibile solo attraverso un ronzio. Così attacca la sua preda non visto per ridurla in sciroppo, di cui si nutre.
- The Argopelter (Anthrocephalus craniofractens): Una creatura delle foreste del Nord risentita dell'intrusione di un boscaiolo. Lancia filiali con precisa mira, tramortendo le vittime o uccidendole. Secondo la testimonianza di un sopravvissuto, sembra una scimmia con due braccia lunghe come fruste.
- The Splinter Cat (Felynx arbordiffisus): Un felino che, durante i temporali, utilizza la sua fronte rigida per speronare gli alberi per cibarsi di procioni e miele, i suoi alimenti principali.
- The Snow Wasset (Mustelinopsis subitivorax): Un mustelide senza zampe che attende la sua preda nascosta sulla superficie nevosa della taiga. Appena la vittima gli passa sopra, attacca la vittima dal basso e tirandola giù.
- The Central American Whintosser (Cephalovertens semperambulatus): Un mostro simile ad un tronco con tre serie di gambe intorno al corpo, così da restare sempre coi piedi per terra.
- The Billdad (Saltipiscator falcorostratus): Un parassita dello stagno di Boundary, Maine, noto per le sue capacità di salto incredibili. Consumare la sua carne dona ad un essere umano tali proprietà.
- The Tripodero (Collapsofemuris geocatapeltes): Una bestia nativa californiana. Possiede tre gambe estensibile e una bocca che spara come la canna di una pistola. Le pallottole sono palline di argilla.
- The Hyampom Hog Bear (Ursus unimorsus amantiporcus): Un orso cha ha un appetito vorace per la carne di maiale. A volte strappa brani interi mentre le prede strillano di dolore. Si diceva che un esemplare fosse stato catturato e mandato al Parco Nazionale Zoologico di Washington.